# Sarnia Sailors
Sarnia Sailors byl poloprofesionální kanadský klub ledního hokeje, který sídlil v Sarnii v provincii Ontario. V letech 1949–1951 působil v profesionální soutěži International Hockey League. Po odchodu z IHL působil v amatérské soutěži OHA Senior A League. Sailors ve své poslední sezóně v IHL skončily ve čtvrtfinále play-off. Své domácí zápasy odehrával v hale Sarnia Arena s kapacitou 2 302 diváků.

## Přehled ligové účasti
Zdroj: 
- 1949–1951: International Hockey League
- 1951–1954: Ontario Hockey Association Senior A League